# Павлов, Александр Борисович (художник)
Алекса́ндр Бори́сович Па́влов (род. 27 июля 1963, Донецк. умер 8 февраля 2019)— российский художник.
Родился в семье рабочих. С 1971 года с семьёй жил в Ижевске, учился в художественной школе, затем на художественно-графическом факультете Удмуртского Государственного Университета. Перевёлся в Высшее художественное училище им. Мухиной в Ленинграде, которое и закончил в 1991 году. С 1998 года жил и работал в Москве.
Член Ленинградского Товарищества Свободных Художников (с 1989 года), Российского Союза Художников (с 1999 года), Международной Федерации Художников ЮНЕСКО (с 1999 года).
Александр Павлов работает в собственной, узнаваемой манере живописи. Он разработал уникальную авторскую технику, основанную на применении пластичной массы собственной рецептуры, позволяющей создавать интересные объёмные эффекты, рельефы и текстуры. Особый интерес представляют работы Александра Павлова, выполненные на специально подготовленных досках. Специалисты называют Александра Павлова одним из самых «интерьерных» современных русских художников, поскольку его работы обладают удивительной способностью сочетаться с живым разнообразием теней и фактур реальных интерьеров.

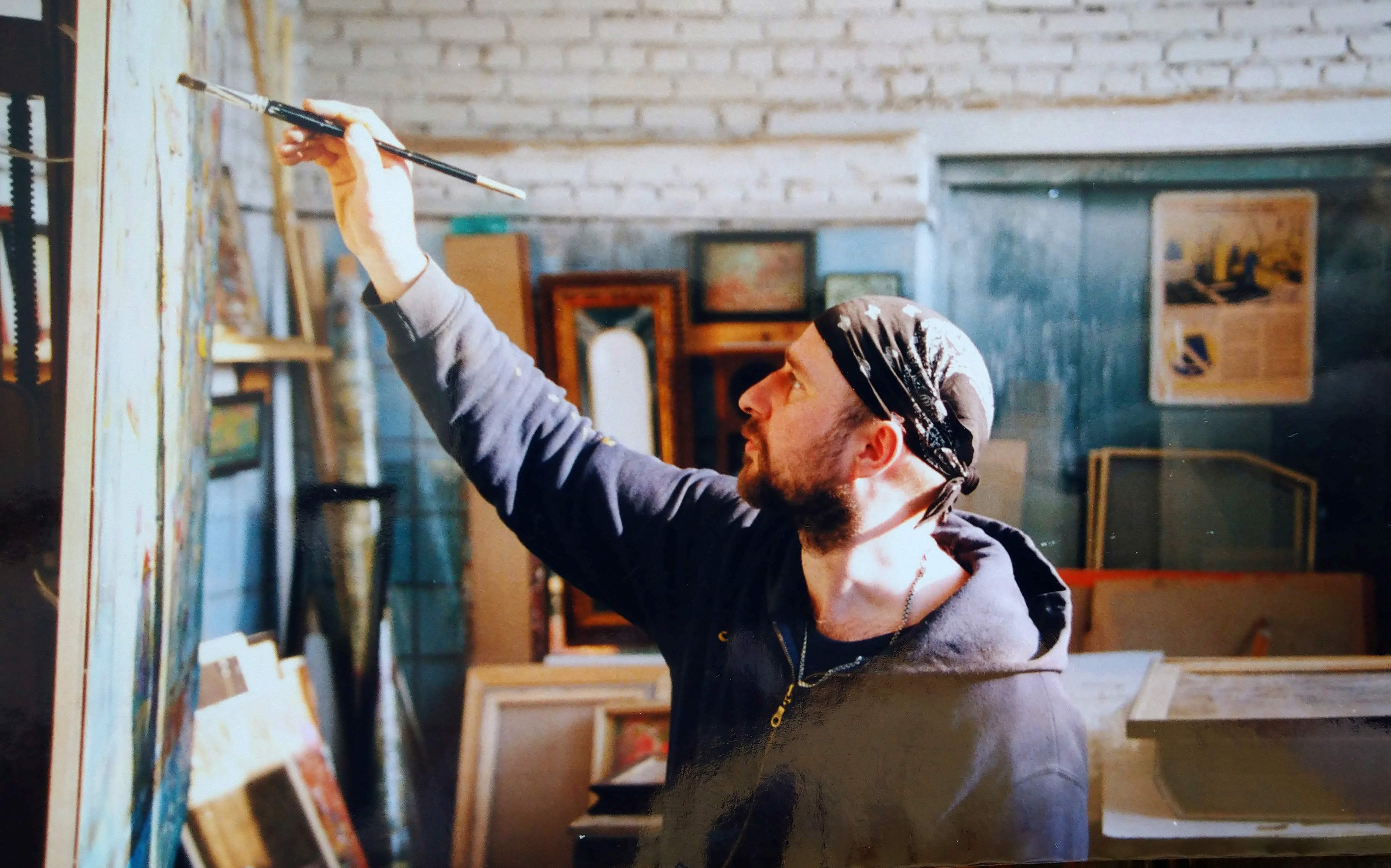
Александр Павлов работает в свой мастерской, апрель 2000 год, г. Москва
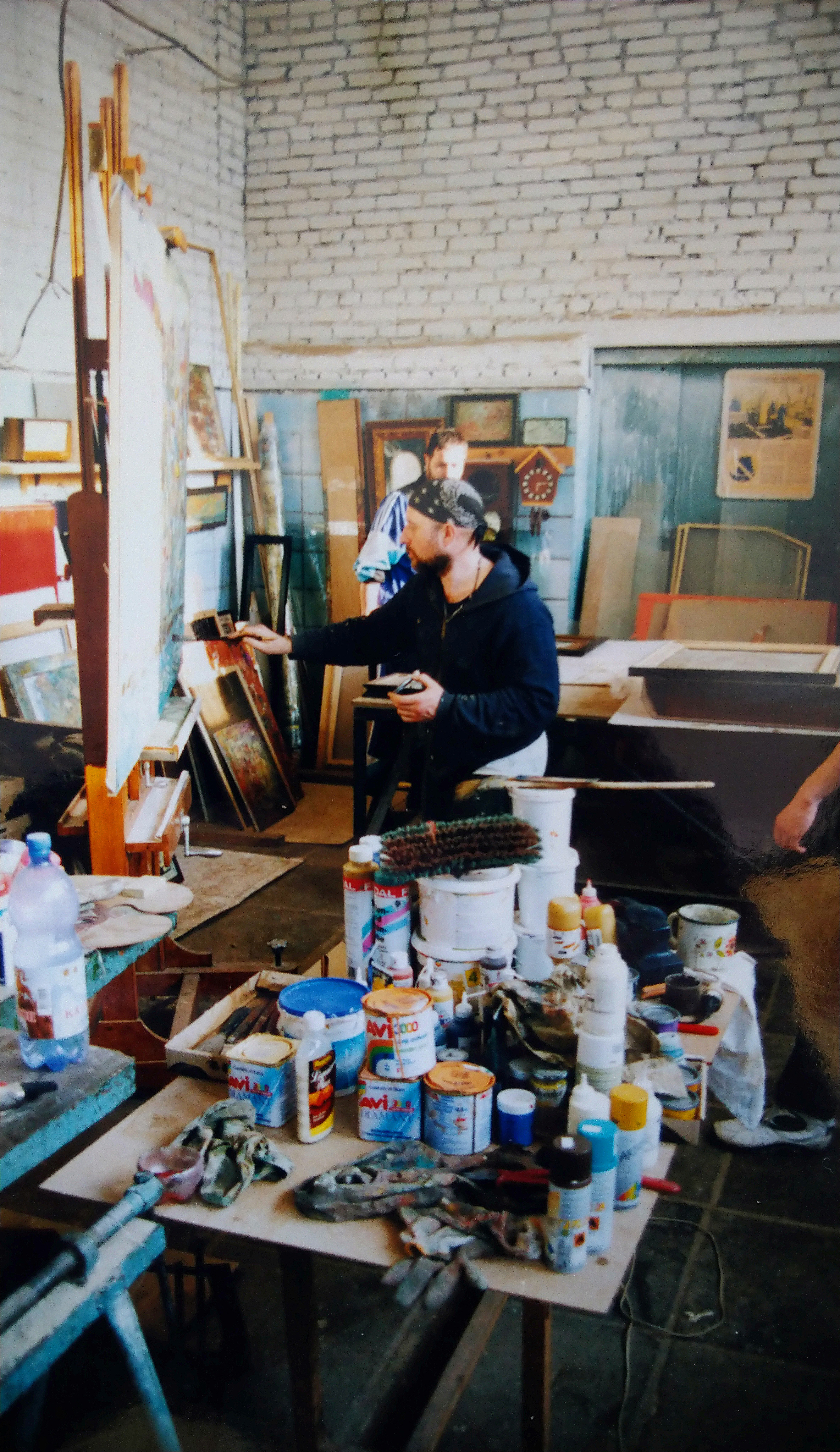
Мастерская Александра Павлова, апрель 2000 год, г. Москва
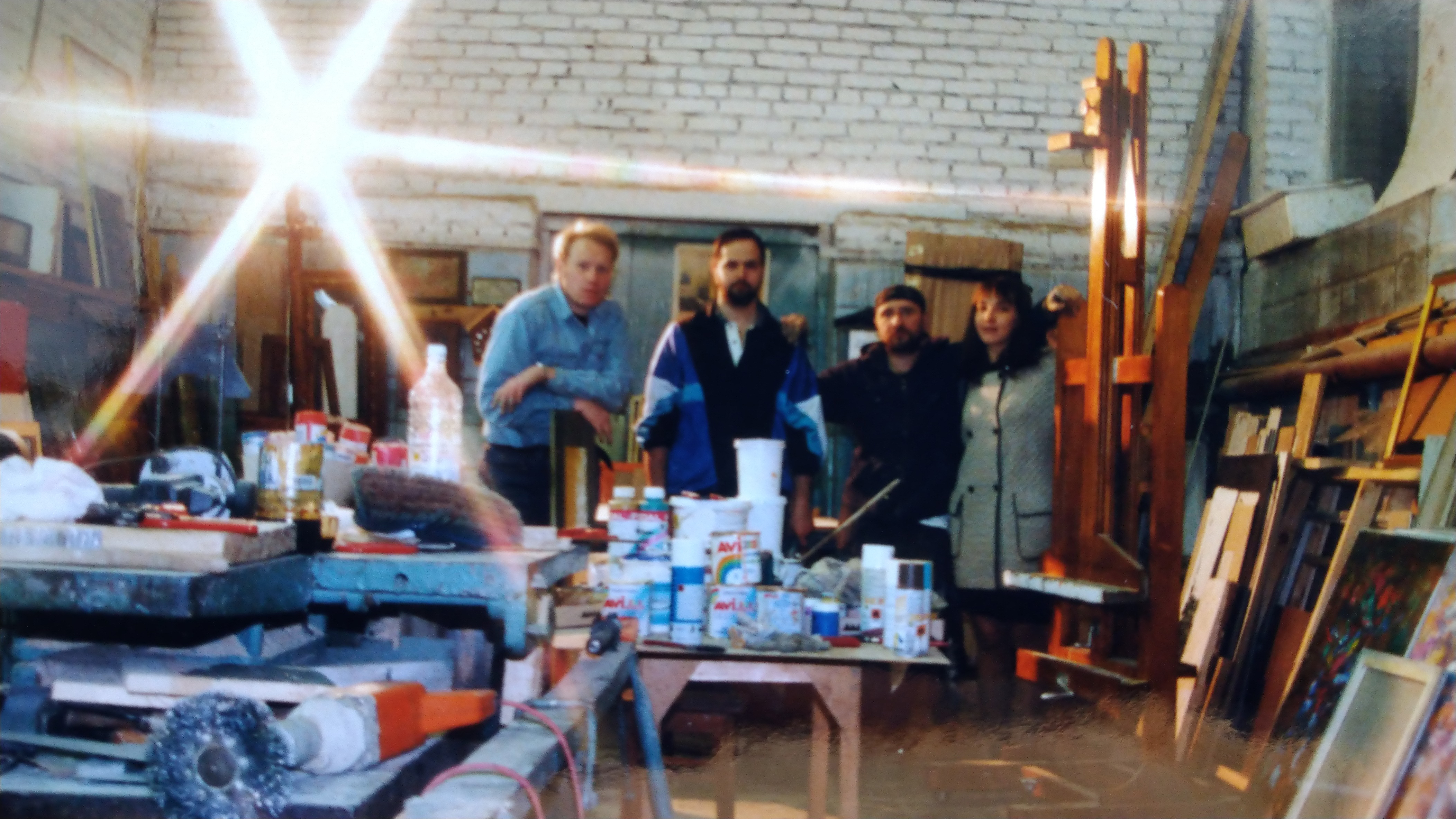
Мастерская Александра Павлова 2000 год, Москва
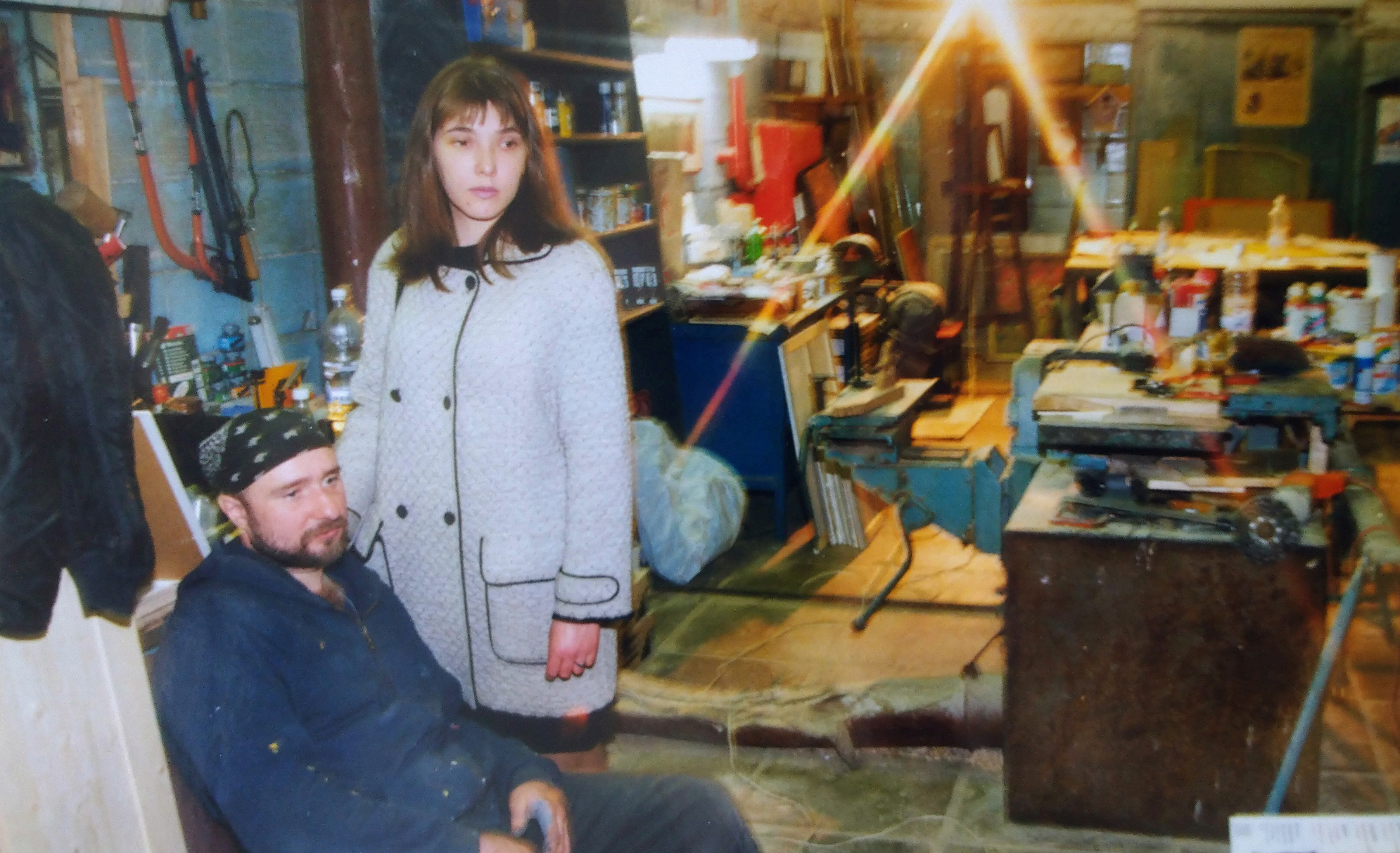
Мастерская Александра Павлова 2000 год, Москва
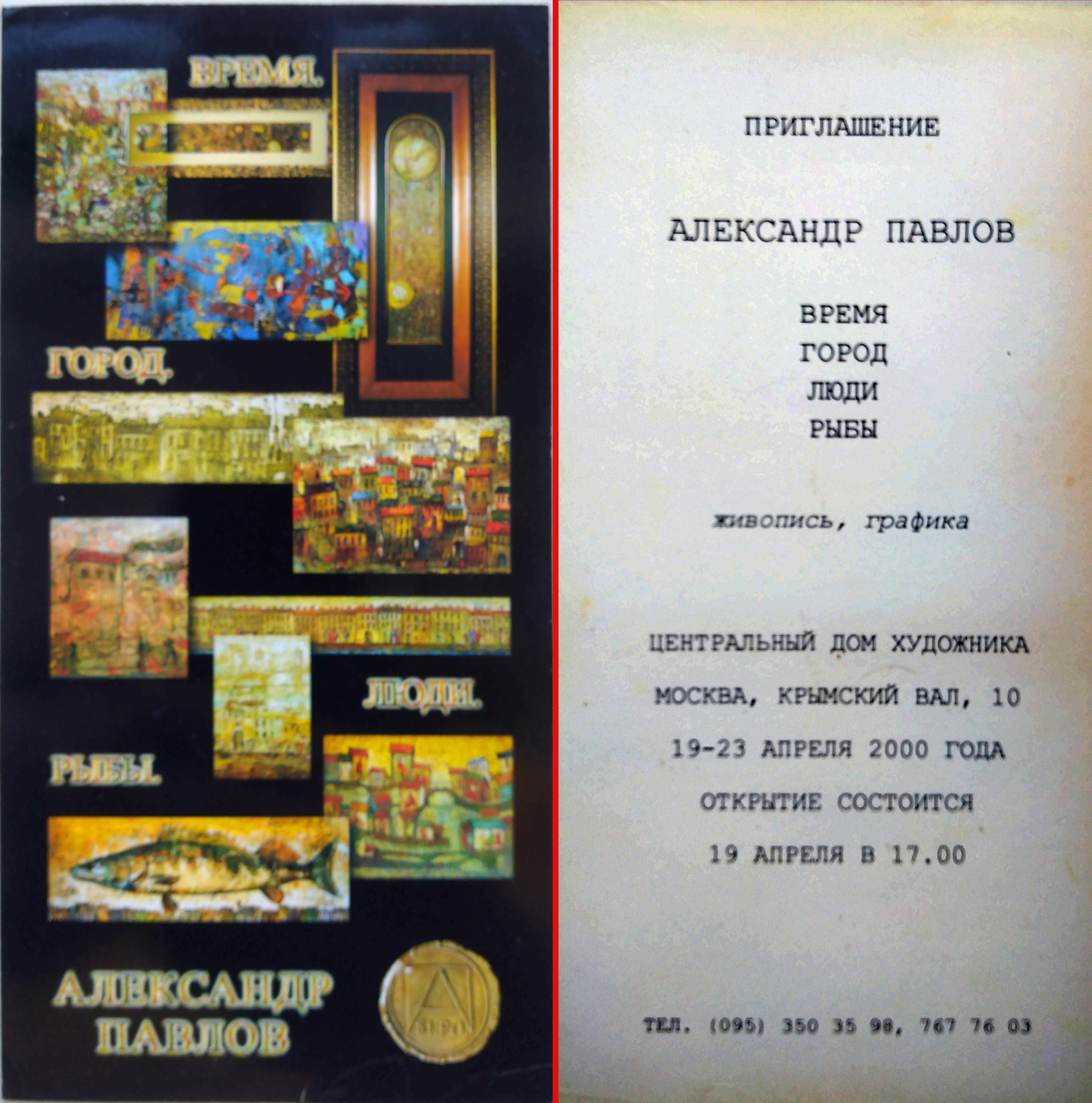
Афиша выставки Александра Павлова
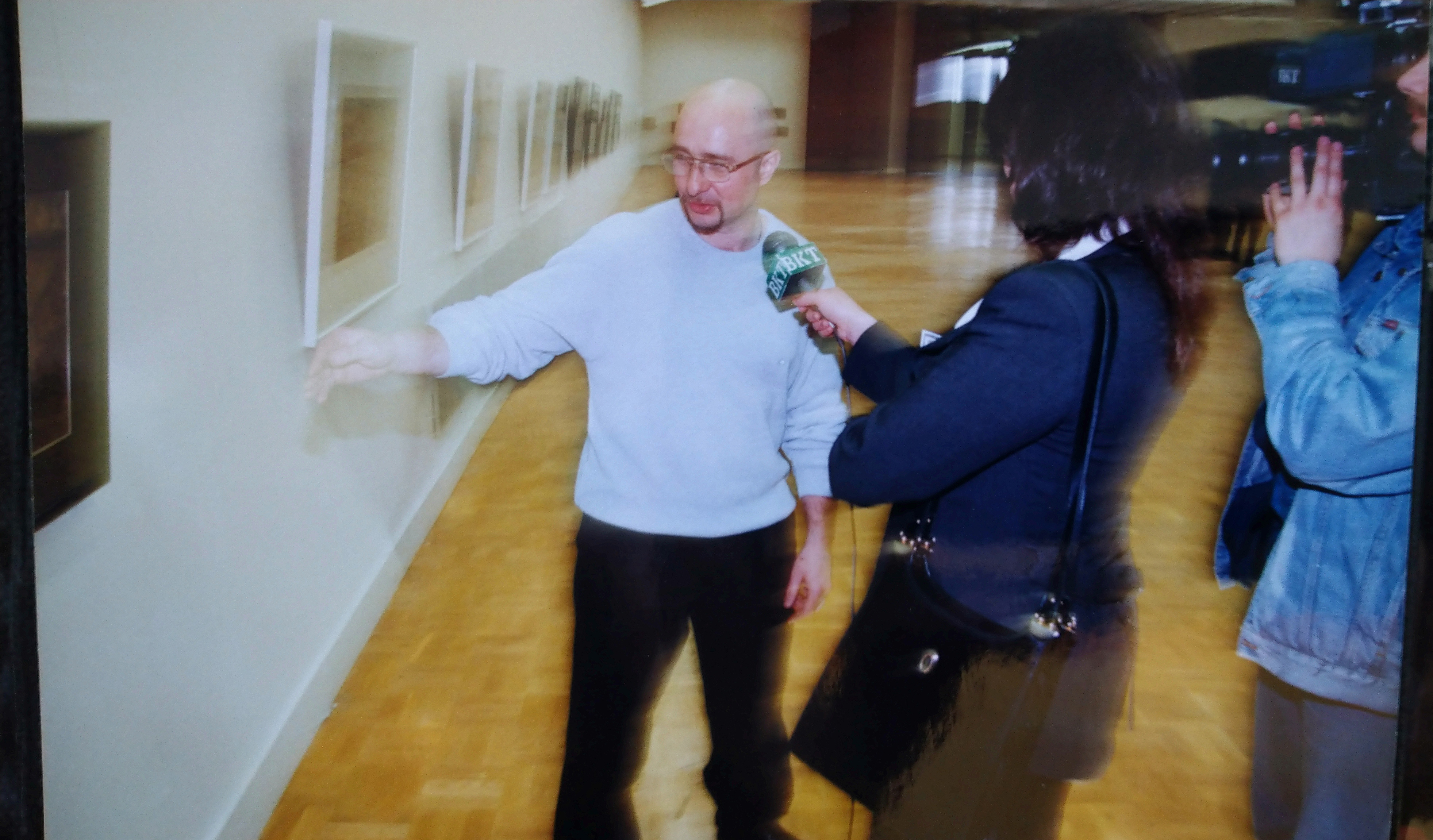
Александр Павлов даёт интервью на открытии своей персональной выставки, 19 апреля 2000 г. (Россия, Москва, ЦДХ).

## Основные выставки
- 1990 год: «Экспо-90» (Япония);
- 1990 год: «Россия-90» (Швеция);
- 1991 год: Персональная выставка (Гамбург, Германия);
- 1992 год: Персональная выставка (Марсель, Франция);
- 1996 год:Персональная выставка в галерее «Невский, 20» (Россия, Санкт-Петербург);
- 1997 год:«Осенняя выставка» (Россия, Санкт-Петербург, Манеж);
- 1999 год: «Выставка Четырёх» (Россия, Москва, ЦДХ);
- 1999 год: «Осенняя выставка» (Россия, Москва, МСХ);
- 2000 год: Персональная выставка в Американском посольстве (Россия, Москва);
- 2000 год: Персональная выставка (Россия, Москва, ЦДХ).
- 2002 год: Выставка «Moscow-London-transit» (Россия, Москва, галерея «Кентавр»);
- 2004 год: Выставка "Галерея «Лаврушин» (Россия, Москва, ЦВЗ «Манеж»);
- 2005 год: Персональная выставка в Доме Национальностей (Россия, Москва)
- 2010 год: Персональная выставка «Путешествие в ощущения…» (Россия, Москва, ЦДХ)[3]
- - Картины Александра Павлова